# Czernichowo (gmina)
Czernichowo – dawna gmina wiejska istniejąca do 1926 roku w woj. nowogródzkim (obecnie na Białorusi). Siedzibą gminy była wieś Czernichowo (560 mieszk. w 1921 roku).
Początkowo gmina należała do powiatu nowogródzkiego. 1 sierpnia 1919 r. gmina weszła w skład nowo utworzonego powiatu baranowickiego pod Zarządem Cywilnym Ziem Wschodnich. 19 lutego 1921 r. gmina wraz z powiatem baranowickim włączono do nowo utworzonego woj. nowogródzkiego.  Gminę zniesiono z dniem 22 stycznia 1926 a jej obszar wszedł w skład nowo utworzonej gminy Wolna.